# Euneophlebia
Euneophlebia is een geslacht van vlinders van de familie Uilen (Noctuidae), uit de onderfamilie Noctuinae.

## Soorten
- E. acutissima Berio, 1972
- E. atrisparsa Hampson, 1903
- E. pruinosa Berio, 1940
- E. spatulata Berio, 1972